# Sunna Dorsa
I Sunna Dorsa sono una struttura geologica della superficie di Venere.